# La Légende des Trois Caballeros
La Légende des Trois Caballeros (Legend of the Three Caballeros) est une série télévisée d'animation américaine développée par Disney Digital Network sous la direction de Matt Danner. Cette série est basée sur le film de 1944 Les Trois Caballeros. Le spectateur y retrouve les mêmes personnages principaux : Donald Duck, José Carioca et Panchito Pistoles. 
Le premier épisode a été mis en ligne la première fois le 9 juin 2018 sur l'application DisneyLife aux Philippines puis sur la plateforme Disney + aux États-Unis le 12 novembre 2019,. 
En France, la série est accessible sur la plateforme Disney + depuis son lancement le 7 avril 2020, également diffusé en inédit sur Disney Channel du 9 juin au 1er septembre 2021.

## Synopsis
Après ses mésaventures quotidiennes, Donald Duck apprend qu'il a hérité de la cabane de son arrière grand-père Clinton Écoutum, qui se trouve dans l'institut Quackmore. Il découvre sur place qu'il y a d'autres héritiers qui sont aussi propriétaires des lieux : José Carioca et Panchito Pistoles. Ensemble, ils vont découvrir à l'intérieur, un livre magique, qui une fois ouvert, libère une déesse du nom de Xandra. Cette dernière va leur dévoiler qu'ils sont les descendants d'un trio d'aventuriers appelé "Les trois caballeros" qui ont empêché un sorcier du nom de Feldrake de conquérir le monde en le scellant dans un bâton magique. Malheureusement, ce bâton est découvert par le président de l'institut Quackmore, qui se révèle être le baron Von Sheldgoose, le descendant du sorcier. Ce dernier menace de nouveau le monde, et c'est à nos trois héros de vaincre ce chaos.

## Distribution

### Voix originales
Voix originales provenant de l'Internet Movie Database :
- Tony Anselmo : Donald Duck
- Eric Bauza : José Carioca
- Jaime Camil : Panchito Pistoles
- Jessica DiCicco : April, May et June (Lili, Lulu et Zizi)
- Grey Griffin : Xandra
- Dee Bradley Baker : Ari the Aracuan Bird (Ari)
- Wayne Knight : Baron Von Sheldgoose
- Kevin Michael Richardson : Lord Felldrake Sheldgoose
- Thomas Lennon : Clinton Coot (Clinton Écoutum)
- Tress MacNeille : Daisy Duck
- Jim Cummings : Bear Rug (Nicodème)

### Voix françaises
- Sylvain Caruso : Donald Duck
- Guillaume Beaujolais : José Carioca
- Bernard Gabay : Panchito Pistoles
- Clara Soares : Lili
- Claire Baradat : Lulu
- Maryne Bertieaux : Zizi
- Barbara Beretta : Xandra
- Olivier Podesta : Ari
- Bernard Alane : Baron Von Sheldgoose
- Pierre-François Pistorio : Lord Felldrake Sheldgoose
- Patrice Dozier : Clinton Écoutum
- Sybille Tureau : Daisy Duck

Version française :
- Société de doublage : Dubbing Brothers,
- Direction artistique : Patricia Legrand

## Épisodes
| 1  | L'Héritage               | Dope-A-Cabana              | 7 avril 2020 | 9 juin 2018 |  |  |  |
|    |                          |                            |              |             |  |  |  |
| 2  | Labyrinthe et Minotaure  | Labyrinth and Repeat       | 7 avril 2020 | 9 juin 2018 |  |  |  |
|    |                          |                            |              |             |  |  |  |
| 3  | La Pyramide de l'espace  | Pyramid-Life Crisis        | 7 avril 2020 | 9 juin 2018 |  |  |  |
|    |                          |                            |              |             |  |  |  |
| 4  | L'Arbre du monde         | World Tree Caballeros      | 7 avril 2020 | 9 juin 2018 |  |  |  |
|    |                          |                            |              |             |  |  |  |
| 5  | Invasion brûlante        | No Man Is an Easter Island | 7 avril 2020 | 9 juin 2018 |  |  |  |
|    |                          |                            |              |             |  |  |  |
| 6  | Les Gobelins             | Stonehenge Your Bets       | 7 avril 2020 | 9 juin 2018 |  |  |  |
|    |                          |                            |              |             |  |  |  |
| 7  | L’Étincelle de vie       | Mount Rushmore or Less     | 7 avril 2020 | 9 juin 2018 |  |  |  |
|    |                          |                            |              |             |  |  |  |
| 8  | Le Royaume de Nazca      | Nazca Racing               | 7 avril 2020 | 9 juin 2018 |  |  |  |
|    |                          |                            |              |             |  |  |  |
| 9  | Le Messager des dieux    | Mexico à Go-Go             | 7 avril 2020 | 9 juin 2018 |  |  |  |
|    |                          |                            |              |             |  |  |  |
| 10 | Le Monde souterrain      | Mt. Fuji Whiz              | 7 avril 2020 | 9 juin 2018 |  |  |  |
|    |                          |                            |              |             |  |  |  |
| 11 | Chevaliers et Caballeros | Thanks a Camelot           | 7 avril 2020 | 9 juin 2018 |  |  |  |
|    |                          |                            |              |             |  |  |  |
| 12 | Le Spa des yétis         | Shangri-La-Di-Da           | 7 avril 2020 | 9 juin 2018 |  |  |  |
|    |                          |                            |              |             |  |  |  |
| 13 | Le Retour de Felldrake   | Sheldgoose Square Dance    | 7 avril 2020 | 9 juin 2018 |  |  |  |
|    |                          |                            |              |             |  |  |  |